# Jo Maas
Jo Maas (Eijsden, 6 d'octubre de 1954) és un ciclista neerlandès, ja retirat, que fou professional entre 1979 i 1983. El seu principal èxit esportiu fou una victòria d'etapa al Tour de França de 1979, edició en la qual acabà 7è de la general.

## Palmarès
- 1978
  - 1r a la Romsée-Stavelot-Romsée
  - 1r al Tour d'Hainaut Occidental i vencedor de 2 etapes
- 1979
  - Vencedor d'una etapa al Tour de França

### Resultats al Tour de França
- 1979. 7è de la classificació general. Vencedor d'una etapa
- 1980. 19è de la classificació general

### Resultats a la Volta a Espanya
- 1981. 21è de la classificació general